# Aurons
Aurons este o comună din sud-estul Franței, situată în departamentul Bouches-du-Rhône, în regiunea Provence-Alpi-Coasta de Azur. Denumirea locuitorilori în limba franceză este les Auronais

## Demografie
| 1962                                                          | 1968 | 1975 | 1982 | 1990 | 1999 | - | - | - |
| ------------------------------------------------------------- | ---- | ---- | ---- | ---- | ---- | - | - | - |
| 105                                                           | 150  | 247  | 282  | 355  | 515  | - | - | - |
| Număr reținut începănd cu 1962: Populaţia fără numărări duble |      |      |      |      |      |   |   |   |